# Pentapedilum tusimaefeus
Pentapedilum tusimaefeus är en tvåvingeart som beskrevs av Sasa och Suzuki 1999. Pentapedilum tusimaefeus ingår i släktet Pentapedilum och familjen fjädermyggor. Inga underarter finns listade i Catalogue of Life.